# Гилберт, Мартин
Мартин Гилберт (англ. Martin Gilbert; 25 октября 1936, Лондон — 3 февраля 2015, там же) — британский историк, официальный биограф Уинстона Черчилля, а также историк Холокоста. Автор 88 книг, включая работы о Черчилле, XX веке и еврейской истории, а также исторических атласов.

## Биография
Родился в еврейской семье. Все его родные дедушки и бабушки были родом из Российской империи. В годы войны ребёнком он был эвакуирован в Канаду. В 1944 году он возвратился в Англию, однако с семьёй был вновь эвакуирован до конца войны — в Уэльс.
Затем они возвратились в Лондон, где Гилберт поступил в Highgate School, в которой учился в 1945—1955 годах.
В 1955—1957 годах. на службе в армии, в разведкорпусе выучил русский язык.
Окончил оксфордский Магдален-колледж (1960), где среди его учителей был Алан Джон Персиваль Тейлор, с первоклассной степенью бакалавра по современной истории. Затем он продолжил свою учебно-исследовательскую деятельность в университете, намереваясь стать советологом.
В 1962—1995 годах член оксфордского Мертон-колледжа, с 1994 года почётный.
Первоначально его увлекла история Британской Индии, однако затем он был привлечён Рэндольфом Черчиллем, сыном премьер-министра Великобритании Уинстона Черчилля, к работе над биографией последнего.
В 1999 году удостоен оксфордской степени DLitt «по совокупности опубликованных работ».
По собственным словам, являлся историком-архивистом, широко использующим в своих работах первоисточники.
Вместе с членом парламента Джоном Чилкотом входил в комиссию, ведущую официальное расследование о роли Великобритании в Иракской войне 2003—2011 годов. Его обвиняли в предвзятом отношении в связи с тем, что в 2004 году он заявлял, что в будущем Джорджа Буша-младшего и Тони Блэра будут считать равными Рузвельту и Черчиллю.
На протяжении жизни много путешествовал.
Называл себя правоверным иудеем и сионистом.
В 1995 году посвящён в рыцари. CBE (1990). Почётный доктор, в частности Университета имени Бен-Гуриона (2011).
Был женат три раза: с 1963 года — первый раз, дочь, с 1974 года — второй раз, две дочери, с 2005 года — в третий раз — на историке холокоста Эстер Гилберт (урожд. Голдберг).
В марте 2012 года, во время поездки в Иерусалим, у Гилберта развилась сердечная аритмия, от которой он оправиться не смог до конца жизни. Скончался в 2015 году в Лондоне в возрасте 78 лет. Перед смертью просил похоронить его в Израиле, и 24 ноября 2015 года в Западной синагоге Мраморной Арки в Лондоне в его честь были организованы торжественные мероприятия, которые посетили Гордон Браун и Рэндольф Черчилль. Смерть Гилберта была объявлена 4 февраля 2015 года сэром Джоном Чилкотом. Предъявляя в Специальном комитете по иностранным делам доказательства задержек публикации доклада о расследовании по Ираку, Чилкот сообщил, что Гилберт умер прошлой ночью после продолжительной болезни.

## Сочинения
- Черчилль: Биография = Churchill, A Life. / Пер. с англ. С. Бавина, В. Левина. — М.: КоЛибри, Азбука-Аттикус, 2018. — 1056 с.: ил. ISBN 978-5-389-08466-7
- Гилберт, М. Вторая мировая война: Полная история / Мартин Гилберт ; [пер. с англ. В.В. Федюшина]. — М. : КоЛибри, Азбука-Аттикус, 2023. — 992 с. ; ил. — ISBN 978-5-389-17486-3